# Anión fosfito
El anión fosfito o anión fosfonato en química inorgánica suele ser referido al [HPO3]2−, pero incluye también a [H2PO3]− ([HPO2(OH)]−).  Estos aniones son las bases conjugadas del ácido fosforoso (H3PO3).  Las corresponidentes sales, como el fosfito de sodio (Na2HPO3) o fosfito de potasio (K2HPO3) tienen un carácter reductor.
El ion fosfito (PO33-) es un ion poliatómico con un átomo de fósforo. Tiene geometría piramidal. Las numerosas sales de fosfito, tales como el fosfito de amonio, son altamente solubles en el agua.

## Nomenclatura
El nombre recomendado por la IUPAC para el ácido fosforoso es ácido fosfónico. En consecuencia, el nombre recomendado por IUPAC para el HPO32- es fosfonato. En los Estados Unidos, las convenciones de nomenclatura IUPAC para compuestos inorgánicos se enseñan en la escuela secundaria, pero no como una parte 'obligatoria' del plan de estudios. Un conocido libro de texto de nivel universitario sigue las recomendaciones de la IUPAC. En la práctica, se usa generalmente "fosfito".

## Sales que contienen HPO32−, llamadas fosfonatos o fosfitos
.

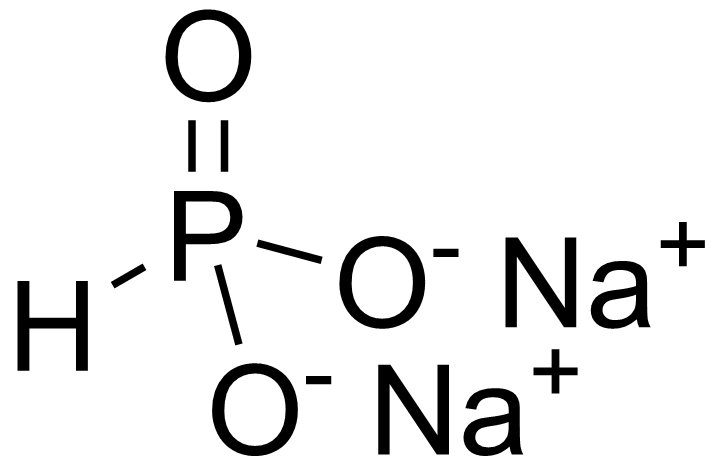
Fórmula estructural del Na_{2}HPO_{3}

Desde la perspectiva comercial, la sal de fosfito más importante es el fosfito de plomo básico. Se han investigado estructuralmente muchas sales que contienen el ion fosfito, entre ellas el fosfito de sodio pentahidrato (Na2HPO3·5H2O). (NH4)2HPO3·H2O, CuHPO3·H2O, SnHPO3 and Al2(HPO3)3·4H2O. La estructura de HPO2−
3 es aproximadamente tetraédrico.
El HPO2−
3 tiene varias formas de resonancia canónica que lo hacen isoelectrónico con el ion bisulfito, HSO−
3, que tiene una estructura similar:

## Uso como fungicida
Los fosfitos inorgánicos (que contienen HPO32−) se han aplicado en multitud de cultivos para combatir patógenos fúngicos del orden de los Oomycetes. La situación es confusa debido a la similitud de nombre entre el fosfito y el fosfato (un ingrediente importante de nutrientes y fertilizantes para las plantas), y controvertida porque los fosfitos a veces se han anunciado como fertilizantes, a pesar de que se conviertan en fosfato demasiado lentamente como para servir de fuente de nutrientes para la planta. Algunos autores describieron esta complicada situación y señalaron que a estos productos que les debería llamar fertilizantes con fosfitos, y así se evitaba la complicación regulatoria y las percepciones públicas negativas en las que se podía incurrir al registrarlos como fungicidas.